# Cologna Veneta
Cologna Veneta är en ort och kommun i provinsen Verona i regionen Veneto i Italien. Kommunen hade 8 514 invånare (2018).